# ابروزردک
ابروزردک (نام علمی: Elaenia) نام یک سرده از تیره ژیان‌مرغ است.

## گونه‌ها
- ابروزردک کاکل‌سفید, Elaenia albiceps
- ابروزردک کوچک, Elaenia chiriquensis
- ابروزردک کاکل‌ساده, Elaenia cristata
- ابروزردک بزرگ, Elaenia dayi
- ابروزردک آنتیلی بزرگ, Elaenia fallax
- ابروزردک شکم‌زرد, Elaenia flavogaster
- ابروزردک کوهی, Elaenia frantzii
- ابروزردک پشت‌خال‌خالی, Elaenia gigas
- ابروزردک کارائیبی, Elaenia martinica
- ابروزردک زیتونی, Elaenia mesoleuca
- ابروزردک کوهستان, Elaenia obscura
- ابروزردک سیرا, Elaenia pallatangae
- ابروزردک شکم‌کوچک, Elaenia parvirostris
- ابروزردک قهوه‌ای, Elaenia pelzelni
- ابروزردک نورونیا, Elaenia ridleyana
- ابروزردک کاکل‌حنایی, Elaenia ruficeps
- ابروزردک بزرگ‌جثه, Elaenia spectabilis
- ابروزردک توسی, Elaenia strepera